# توكاماك كروي ميجا أمبير

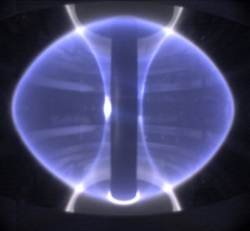
توكاماك كروي MASTK ، صورة البلازما.

كانت توكاماك الكروي شدة مليون أمبير Mega Ampere Spherical Tokamak (MAST) تجربة اندماج نووي واختبار مفاعل اندماج نووي كروي من طراز توكاماك ، وكانت التجربة بتكليف من EURATOM / UKAEA. أجريت تجربة التوكاماك الكروي MAST في مركز كولهام لطاقة الاندماج ، أوكسفوردشاير ، بإنجلترا من ديسمبر 1999 إلى سبتمبر 2013. بدأت تجربة لاحقة تسمى ترقية التوكاماك الكري MAST في عام 2020. 
 

## التصميم
يشبه شكل التوكاماك الكروي تفاحة محفورة أكثر من مشابهته للتصميم الحلقي التقليدي على شكل كعكة الدونات المستخدم في تجارب مثل ITER . يعتبر أن التوكاماك الكروي أكثر كفاءة في استخدامها للمجال المغناطيسي ، ومع ذلك فالبحث عويص ومضني ولم يتحقق منه الكثير.
تتضمن تجربة التوكاماك الكروي MAST حاقن شعاع محايد لتسخين البلازما. وتستخدم تقنية الضغط والدمج لتشكيل البلازما بدلاً من الحث المباشر التقليدي. يوفر ضغط الدمج تدفق الملف اللولبي المركزي ، والذي يمكن استخدامه بعد ذلك لزيادة تيار البلازما و / أو الحفاظ على تيار البلازما المطلوب.
كان حجم البلازما في تجربة التوكاماك الكروي حوالي 8 متر مكعب. وحصر البلازما بكثافة 10 20 / متر 3 .
كان للبلازما في MAST شكل خارجي دائري تقريبًا. الامتدادات من أعلى وأسفل هي البلازما التي تتدفق إلى المحولات الحلقية ، وهي ميزة رئيسية لتصميمات توكاماك الحديثة.

## التجارب
أكدت تجربة التوكاماك الكري MAST زيادة كفاءة التشغيل للتوكاماك الكروية ، مما يدل على ارتفاع بيتا (التي هي نسبة ضغط البلازما إلى الضغط من المجال المغناطيسي المحاصر). أجريت التجارب على التحكم في عدم استقرار البلازما على حافة البلازما .

## التاريخ

### التوكاماك الكروي شدة مليون أمبير
تم تصميم MAST لتأكيد نتائج تجربة Tokamak (START) السابقة لنسبة العرض الضيق الصغيرة (START) (1990-1998) في تجربة أكبر وأكثر شيوعًا.
قضت مرحلة تصميم التوكاماك الكروي بشدة ملون أمبير بين عامي 1995-1997 ، وبدأ البناء في عام 1997 ، وتم الحصول على البلازما الأولى في عام 1999.
توضح النتائج الأولى لـلتجربة الوصول إلى الوضع H بسهولة أكبر وطاقة أقل مما هو متوقع مع تحسن كبير في حبس البلازما، وهي نقطة أساسية لأي سيناريو لإنتاج الطاقة. ثم تم اختبار سيناريوهات مختلفة بنجاح لتقليل تدفق الطاقة في الملف اللولبي المركزي مقابل تيار البلازما ، والذي يمثل نقطة أساسية أخرى لتصميم توكاماك كروي تجريبي. 
على مدار مدة تشغيله ، أنتج هذا التوكاماك الكروي 30471 نبضة بلازما (في نبضات تصل إلى 0.5 ثانية). في أكتوبر 2013 ، تم إغلاق المفاعل بغرض ادخال تحسينات عليه . 

### تحسين التوكاماك الكروي
تحسين الـ MAST هي التجربة اللاحقة لـه وقد تمت ، أيضًا في مركز كولهام. بدأت التحسينات والتطويرات ، التي بلغت تكلفتها 45 مليون جنيه إسترليني ، في عام 2013 وكان من المتوقع أن تتجاوز بشكل كبير طاقة تسخين التوكاماك الكري الأصلي وتيار البلازما والمجال المغناطيسي وكذلك وهو المهم تطويل زمن النبضة.
بدأت عملية ترقية MAST في 29 أكتوبر 2020. 
واحدة من أبرز ميزات تحسينات التوكاماك الشديد التيار هي Super-X divertor ، حيث يزيل هذا المحول الحرارة الزائدة والشوائب من البلازما. ستواجه تصميمات المحولات التقليدية التي سيخطط لها بمقياس محطة توليد الطاقة ، أحمال حرارة عالية وستحتاج إلى استبدالها بانتظام. كان من المتوقع أن ينتج محول Super-X أحمالا حرارية أقل بحوالي عشرة أضعاف  ولكن تم اعتباره ناجحًا في البداية. 

### توكاماك كروية لإنتاج الطاقة
بدأ تصميم الجيل التالي من التوكاماك الكروي لإنتاج الطاقة (STEP) في عام 2019 بتمويل حكومي قيمته 220 مليون جنيه إسترليني. من المخطط أن تبدأ العمليات في الأربعينيات.  لا تتضمن الخطة الحالية منشأة لتوليد التريتيوم. 

## أنظر أيضا
- تجربة الحلقة الكروية الوطنية ، إصدار الولايات المتحدة - البلازما الأولى 1999.
- مفاعل اختبار هندسة الانصهار الصيني
- List of fusion experiments قائمة تجارب الاندماج(بالإنكليزية)
- اختلال عند الحافة
- تجربة القلم الجاف
- تجربة لانجموير
- الاضطرابات المغناطيسية الرنانة

## روابط خارجية
- MAST الصفحة الرئيسية
- صور MAST نسخة محفوظة 16 مارس 2012 على موقع واي باك مشين.
- النتائج الأولى من MAST. 2001 ؛ ملخص أول 6 أشهر
- خطة بحث تحسين MAST ، نوفمبر 2019

قالب:Fusion experiments